# Stanisław Czernik
Stanisław Czernik (ur. 16 stycznia 1899 w Zochcinie koło Opatowa, zm. 3 grudnia 1969 w Łodzi) – polski powieściopisarz, folklorysta i poeta, przedstawiciel kierunku zw. autentyzmem, postulującego wiązanie w sztuce prawdy artystycznej i życiowej.

## Życiorys

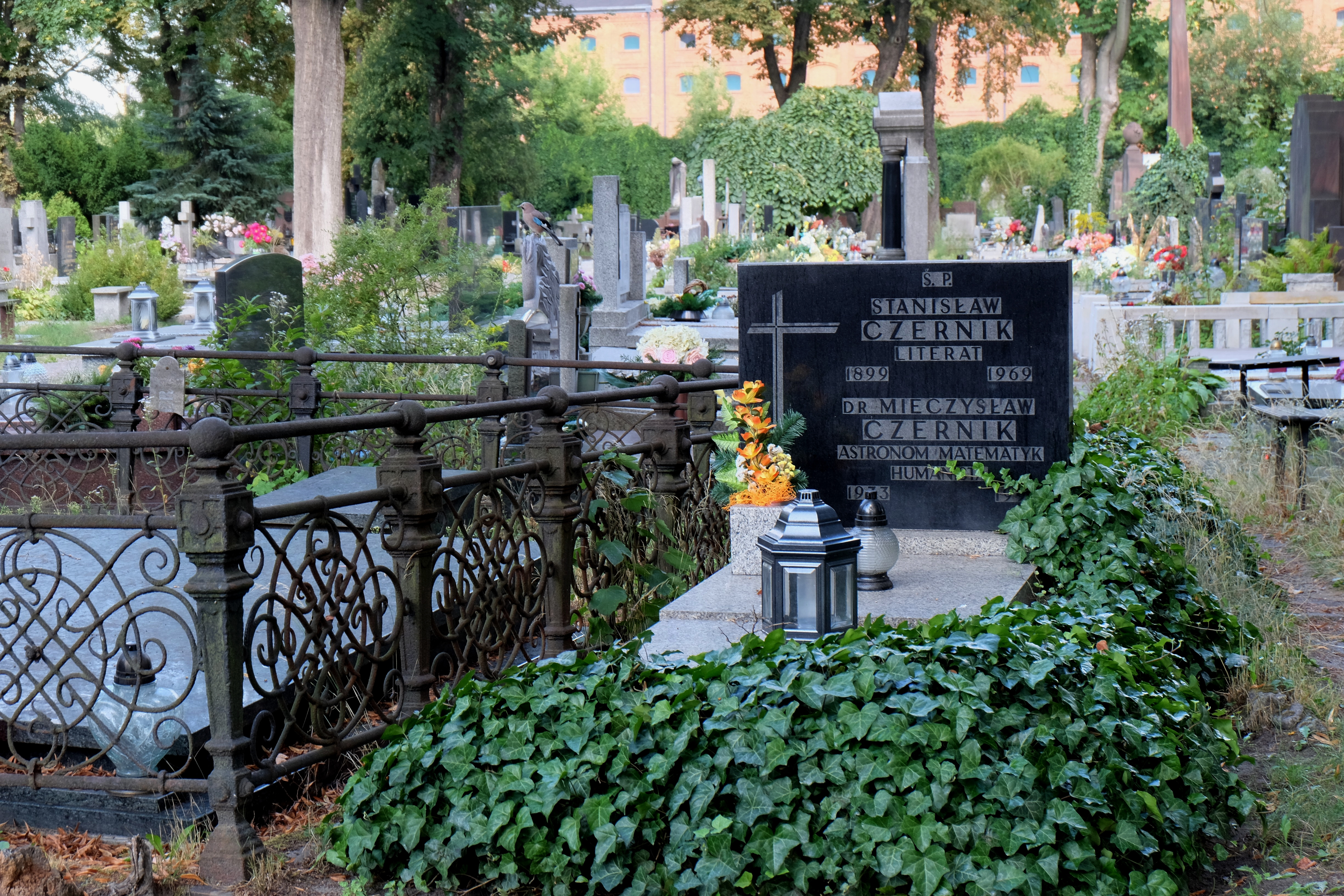
Grób literata Stanisława Czernika i jego syna dr Mieczysława na Starym Cmentarzu w Łodzi

Pochodził z rodziny chłopskiej. Ukończył gimnazjum w Olkuszu oraz seminarium nauczycielskie w Jędrzejowie. W latach 1920–1923 studiował zaocznie ekonomię na Uniwersytecie Poznańskim. Po studiach pracował w Gostyniu, gdzie redagował „Głos Gostyński”. Następnie był nauczycielem w Koźminie i Grójcu, zaś po uzyskaniu dyplomu nauczyciela szkół średnich – w Ostrzeszowie. W latach 1931–1932 był dyrektorem tamtejszego Miejskiego Koedukacyjnego Gimnazjum Humanistycznego.
W latach 1935–1939 wydawał w Ostrzeszowie miesięcznik „Okolica Poetów”, wokół którego skupiło się środowisko autentystów. Drukował też w czasopismach „Kuryer Literacko-Naukowy” (1930−1938), „Wici Wielkopolskie” (1932−1937), „Kamena” (1934−1935), „Zet” (1934−1937), „Kultura” (1937−1938), „Prosto z Mostu” (1937−1939).
Od 1937 był członkiem Związku Zawodowego Literatów Polskich. Brał udział w kampanii wrześniowej, po zakończeniu której przedostał się do Rumunii, a następnie do Algieru, gdzie w latach 1940−1945 był dyrektorem polskiej szkoły. Bezpośrednio po wojnie działał w polskim szkolnictwie we Włoszech i Anglii. 
W 1947 wrócił do kraju i pracował do 1951 w Ministerstwie Kultury. W 1951 przeniósł się do Łodzi. W 1955 otrzymał nagrodę miasta Łodzi za całokształt twórczości. Po wojnie publikował m.in. w czasopismach „Twórczość” (1957−1969), „Odgłosy” (1958−1969), „Tygodnik Kulturalny” (1962-1968). W 1956 wchodził w skład redakcji pisma „Łódź Literacka”, zaś w latach 1957−1960 – „Orka”. Był też współzałożycielem i redaktorem Wydawnictwa Łódzkiego.
W Ostrzeszowie odbywa się co roku konkurs poetycki im. Stanisława Czernika.

## Wybrane utwory

### Tomy poetyckie
- Poezje, 1931
- O polskim płocie, 1934
- Przyjaźń z ziemią, 1934

### Powieści
- Gorycz, 1938
- Smolarnia nad Bobrową Strugą, 1948 (powieść z czasów Władysława Hermana).
- Wichura, 1958
- Ręka, 1963

### Inne publikacje
- Humor i satyra ludu polskiego, 1956
- Klechdy ludu polskiego, 1957
- Polska epika ludowa, 1958
- Stare złoto. O polskiej pieśni ludowej, 1962

## Odznaczenia
- Odznaka honorowa „Zasłużony dla Warmii i Mazur” (1965)[1]